# NGC 225
NGC 225 је расејано звездано јато у сазвежђу Касиопеја које се налази на NGC листи објеката дубоког неба.
Деклинација објекта је + 61° 46' 0" а ректасцензија 0h 43m 36,0s. Привидна величина (магнитуда) објекта NGC 225 износи 7,0. NGC 225 је још познат и под ознакама OCL 305.